# وينفريد دان
وينفريد دان (بالإنجليزية: Winifred Dunn)‏ هي محرِّرة وكاتبة سيناريو وصحفية وكاتِبة أمريكية، ولدت في مايو 1898 في مقاطعة فيلاس في الولايات المتحدة، وتوفيت في مارس 1977 في مينيسوتا في الولايات المتحدة.

## وصلات خارجية
- وينفريد دان على موقع IMDb (الإنجليزية)
- وينفريد دان على موقع أول موفي (الإنجليزية)
- وينفريد دان على موقع قاعدة بيانات الفيلم (الإنجليزية)
- وينفريد دان على موقع كينوبويسك (الروسية)